# La maldición de Chucky
La maldición de Chucky (título original: Curse of Chucky) es una película de terror estadounidense, siendo la sexta entrega de la franquicia de Child's Play, escrita y dirigida por Don Mancini, quien creó la franquicia y ha escrito todas las películas. La película está protagonizada por Brad Dourif, repitiendo su papel de las entregas anteriores, con Fiona Dourif, Danielle Bisutti, Brennan Elliott, Maitland McConnell, A Martinez y Summer H. Howell uniéndose al reparto.
La historia sigue a Nica Pierce, una joven parapléjica, recibiendo un misterioso paquete que contiene al infame muñeco Chucky, iniciando una terrorífica noche de brutales asesinatos entre los miembros de su familia.
Curse of Chucky muestra un regreso al material fuente de la franquicia, recuperando los elementos de horror que se encuentran en las tres primeras películas de Child's Play, así como la apariencia clásica de Chucky. Entrando en producción en septiembre de 2012, la película es la primera entrega de la serie en ser lanzada directamente para DVD y la primera en ser distribuida por Universal Pictures desde Bride of Chucky.
La película fue estrenada el 24 de septiembre de 2013, seguida de un lanzamiento en DVD y discos Blu-ray el 8 de octubre de 2013, recibiendo críticas generalmente positivas y recaudando 3,4 millones de dólares en ventas de DVD. Aunque Curse of Chucky fue hecha con un lanzamiento directamente para DVD, también fue estrenada en cines en varios países, como Brasil y México.
Una séptima entrega en la serie, Cult of Chucky, fue estrenada en 2017.

## Argumento
Nueve años después de los eventos de Seed of Chucky, Chucky misteriosamente llega por correo a la casa de Sarah Pierce y su hija parapléjica, Nica. Esa misma noche, Sarah es asesinada tras ser apuñalada, pero su muerte es considerada como un suicidio. Más tarde, Nica es visitada por su dominante hermana mayor Barb, acompañada por su esposo Ian, su hija Alice, la niñera Jill y el padre Frank. Pronto, Alice encuentra a Chucky y se le permite quedarse con él.
Mientras Nica y Alice preparan chili con carne, Chucky secretamente vierte veneno para ratas en uno de los platos de la cena. El padre Frank come el veneno y más tarde es decapitado en un accidente automovilístico. Esa noche, Nica investiga sobre Chucky en Internet, encontrando artículos de noticias sobre asesinatos relacionados con el muñeco y Charles Lee Ray. Mientras tanto, Chucky tira una cubeta llena de agua a la toma de corriente del piso, electrocutando brutalmente a Jill y causando un apagón en la casa.
Barb despierta para buscar a Alice e ingresa al ático, encontrando a Chucky. Ella pela un poco de la piel falsa del muñeco, revelando cicatrices ocultas hechas por Tiffany Valentine. Sin previo aviso, Chucky cobra vida y la apuñala en el ojo con un cuchillo de cocina. Nica escucha los gritos de su hermana, pero tiene que arrastrarse por las escaleras. Una vez arriba, ella descubre que Barb está muerta y que Chucky tiene vida. Cuando el muñeco huye, una horrorizada Nica despierta a Ian. Él la lleva al garaje pero no puede encontrar a Alice, desarmando y amordazando a Nica, creyéndola responsable de los asesinatos. Ella intenta explicar que el muñeco está vivo, pero Chucky actúa normalmente cuando Ian lo mira.
Decidiendo revisar las imágenes de una cámara oculta que colocó en Chucky anteriormente (para obtener evidencia del romance de Barb con Jill), Ian se entera de que Alice está encerrada en un armario y que el muñeco realmente está vivo. Expuesto, Chucky lo mata al cortarle la mandíbula inferior con un hacha antes de que pueda actuar. Nica logra liberarse de sus ataduras y evita ser apuñalada en el pecho, bloqueando el hacha con sus piernas entumecidas. El hacha se atasca, permitiendo que Nica aturda a Chucky para que suelte el arma mientras ella la levanta para decapitarlo. Mientras Nica está distraída intentando cubrir sus heridas, Chucky se vuelve a colocar su cabeza y la empuja en su silla de ruedas desde el balcón al primer piso.
Cuando Nica pregunta por qué está haciendo esto, Chucky le explica, a través de analepsis, que, cuando era Charles Lee Ray, era un amigo de la familia y estaba enamorado de Sarah. Charles mató al padre de Nica y secuestró a Sarah mientras estaba embarazada. Cuando ella lo acusó con la policía, él la apuñaló en el estómago (provocando que Nica naciera parapléjica) y escapó. Su huida lo llevó a su muerte como humano, por lo que regresó para vengarse de Sarah. Nica logra desarmar a Chucky, apuñalándolo en el torso con su propio cuchillo antes de huir en un ascensor. Un oficial de policía llega a la casa, pero ve a Nica sosteniendo el cuchillo ensangrentado después de encontrar el cadáver de Barb; un Chucky inmóvil observa desde una silla cercana.
Algún tiempo después, Nica es enviada a un hospital psiquiátrico mientras que Chucky es retenido por la policía como evidencia para su juicio. El oficial que lo está llevando se sube a su auto y observa a Chucky respirando en la bolsa. Justo antes de que pueda abrirla, Tiffany (en el cuerpo de Jennifer Tilly), que se había estado escondiendo en el asiento trasero, le corta la garganta con una lima de uñas. Ella recoge a Chucky y le pregunta quién es el siguiente, antes de cerrar la bolsa.
Mientras tanto, Alice, que ahora vive con su abuela, llega a casa desde la escuela para encontrar a Chucky esperándola, y la convence de jugar a "esconder su alma", comenzando a recitar su infame hechizo vudú para transferir su alma al cuerpo de Alice. Repentinamente, la abuela, a quien Chucky atacó pero no mató, aparece asfixiándose en una bolsa de plástico poco después de que Chucky comienza su ritual.
Seis meses después, Chucky, aún en el cuerpo del muñeco, es enviado por correo a un adulto Andy Barclay. Cuando Andy le da la espalda para responder a una llamada telefónica de su madre, Chucky sale del paquete, armado con un cuchillo. Sin embargo, Andy le apunta con una escopeta y le dice: "juega con esto" y rápidamente le dispara en la cabeza, aparentemente matándolo.

## Reparto
- Brad Dourif como Charles Lee Ray/Chucky.
- Fiona Dourif como Nica Pierce.
- Danielle Bisutti como Barb Pierce.
- Brennan Elliott como Ian.
- Maitland McConnell como Jill.
- Summer H. Howell como Alice Pierce.
- Chantal Quesnelle como Sarah Pierce.
- A Martinez como el Padre Frank.
- Jennifer Tilly como Tiffany Valentine.
- Jordan Gavaris como el Repartidor de Correos.
- Ali Tataryn como la Repartidora de Correos.
- Alex Vincent como Andy Barclay.
- Adam Hurtig como el Oficial Stanton.
- Catherine Hicks como Karen Barclay (fotografía, durante la escena después de los créditos).
- Chris Sarandon como el Detective Mike Norris (archivos de los recuerdos de Chucky y fotografía, durante la escena después de los créditos).
- Christine Elise como Kyle (fotografía, durante la escena después de los créditos).

## Producción
En una entrevista en agosto de 2008, Don Mancini y David Kirschner hablaron sobre un planeado reinicio de la franquicia de Chucky, que sería escrito y dirigido por Mancini. Ellos describieron su elección de una nueva versión en una secuela como una respuesta a la voluntad de los fanáticos, que "querían ver una terrorífica película de Chucky nuevamente... para volver directamente al horror en lugar de una comedia de terror". Ellos también indicaron que Brad Dourif volvería como la voz de Chucky.
En una entrevista posterior, Mancini describió esta nueva versión como un recuento más oscuro y aterrador de la película original, pero que, si bien tenía "nuevos giros y vueltas", no se alejaría demasiado del concepto original. En una convención de terror en 2009, Dourif confirmó su papel en la nueva versión. En un panel de reunión en la convención de horror y ciencia ficción de Mad Monster Party, el reparto y equipo de la película original de Child's Play confirmaron que se estaban desarrollando tanto una nueva versión como un spin-off de la franquicia. Mancini y Kirschner trabajaron en una secuela titulada Revenge of Chucky.
En junio de 2012, se confirmó que una séptima entrega titulada Cult of Chucky, en efecto, entraría en producción, y estaba destinada a un lanzamiento directamente para DVD.

### Filmación
La película comenzó su producción a principios de septiembre de 2012 en Winnipeg, Manitoba, Canadá, terminando a mediados de octubre. En noviembre de 2012, Don Mancini anunció que el rodaje de Curse of Chucky se había completado, y programó un lanzamiento para Halloween de 2013.

## Lanzamiento
En mayo de 2013, Fiona Dourif lanzó la primera imagen de Chucky en la película a través de su cuenta en Instagram. La imagen es de la portada de la banda sonora de la película, y muestra a Chucky pareciéndose más al muñeco de las tres primeras películas que al de las dos anteriores secuelas. El tráiler oficial de la película fue lanzado el 8 de julio de 2013.
Curse of Chucky tuvo su estreno mundial el 2 de agosto de 2013 en el Festival Fantasía en Montreal, teniendo su estreno europeo en el Festival de cine de FrightFest en Londres el 22 de agosto de 2013, acompañado por las proyecciones de la trilogía original de las películas de Child's Play. El DVD fue lanzado el 8 de octubre de 2013 y recaudó $3.4 millones en los Estados Unidos.

## Recepción

### Crítica
Una crítica temprana publicada el 2 de agosto de 2013 en Bloody Disgusting fue muy favorable para la película. Brad Miska declaró: "Curse of Chucky puede ser la mejor secuela a vídeo casero desde Wrong Turn 2. Es alarmantemente bueno, lo que presiona a Universal Pictures para que responda por qué no dejaron que Don Mancini filmara esto para los cines", continuando diciendo que "los fanáticos de Chucky deberían regocijarse... Curse of Chucky claramente va a volver a encender la franquicia en los próximos años".
Ryan Larson de Shock Till You Drop también escribió una reseña mayoritariamente positiva, diciendo: "La película lo hace tan bien que es fácil pasar por alto las pocas fallas que tiene. El ritmo y la escritura coinciden para crear un divertido paseo empapado de sangre que nunca se vuelve aburrido o tonto". Él continuó elogiando al director, señalando que "Mancini (cumpliendo una doble función como escritor y director) hace un gran trabajo al presentar y anunciar a los personajes de una manera que no atasca a la película con un montón de personajes que obtienen tres minutos de tiempo en filmación antes de ser apuñalados con un hacha o un cuchillo de carnicero. Los asesinatos son poco cultos, pero de la mejor manera posible, son nostálgicos para las películas slasher de finales de los ochentas y principios de los noventa".
En Rotten Tomatoes, la película tiene una calificación aprobatoria del 83% basada en 18 comentarios, con una calificación promedio de 6.4 sobre 10. En Metacritic, la película tiene una puntuación de 58 sobre 100, basada en 5 comentarios, indicando "críticas mixtas o promedio".
En su estreno mundial en el Festival Fantasía de Montreal, la película recibió un Premió de oro a la "Mejor película internacional".

### Premios
| Premio         | Categoría                | Ganador/Nominado | Resultado |
| -------------- | ------------------------ | ---------------- | --------- |
| Premios Saturn | Mejor lanzamiento en DVD | Curse of Chucky  | Nominada  |